# Candice King
Candice Rene King (meisjesnaam: Accola; Houston, 13 mei 1987) is een Amerikaanse actrice en zangeres. Ze won in 2012 een Teen Choice Award voor haar rol als Caroline Forbes in The Vampire Diaries.
King maakte in 2007 haar filmdebuut in Pirate Camp. Hierna had ze gastrollen in televisieseries als How I Met Your Mother, Supernatural en Greek. Ook had ze rollen in films zoals On the Doll, Juno en Deadgirl. King was achtergrondzangeres in de films Hannah Montana & Miley Cyrus: Best of Both Worlds Concert en Hannah Montana: The Movie.

## Privé
Candice trouwde op 18 oktober 2014 met de The Fray-gitarist/songwriter Joe King. In 2016 kreeg ze haar eerste dochter, in 2021 haar tweede.

## Filmografie
- International Standard Name Identifier: 0000 0000 7167 6009
- Library of Congress Control Number: no2009161939
- Virtual International Authority File: 101503369
- WorldCat: E39PBJkT9DV33PTf3B9434PqQq